# 曾國超
曾國超（1939年—？），越南華人，到臺灣後因病癱瘓，於臺北市松山區臺灣療養院臥床多年後，開始學習繪畫，成為標誌設計師，知名作品有亞洲開發銀行行徽、中美號與美齡號機徽、雙十國慶紀念章等。

## 生平

### 早年生涯
曾國超祖籍廣東三水人。家庭原住於越南海防，父親早逝，有兄弟姊妹六人。1954年，日內瓦會議後，家人預感北越已非久居之地，於是將十五歲的曾國超單獨送到臺灣念書。兄長曾啟明至堤岸經營一家牙籤工廠。
因顛沛流離，飢寒交迫之苦，讓曾國超染患了結核病。到臺灣後，他先插班進入建國中學初中部二年級就讀，1959年考進成功大學建築系。

### 長期臥病
曾國超在大學一年級時，在一次足球活動被人踢到脊椎，當時處置不當，一年後惡化。1960年9月12日，他因胸部脊椎骨結核，開始住進松山療養院。起初，白血球高達七萬多，直到醫師鄭習賢動手術才救回。但脊稚神經斷裂因原先送到台大醫院未檢查出，等到了療養院時已經來不及治療，因此終身癱瘓。多年來，他的醫療費用由僑務委員會援助五分之一。
同是越南僑生的畫家龍思良常來探望曾國超，並曾贈送畫作。鄭習賢除一家人也會趁假日到醫院來看望外，鄭習賢妻子也會作小菜送去給曾國超品嘗。曾國超在此也認識了住院的漫畫家陳弓。

### 開始學畫
只能躺在療養院二樓二〇六室病房的曾國超，起初請朋友買來建築學書研讀，幾年後由於康復速度遲緩，遂放棄當建築師的希望，轉向繪畫。理由是他想總得找得事情來做，但不能影響到同房病人的安寧，於是想到繪畫。起初，他原本想學油畫，但家境因戰火而沒落，沒錢買顏料。他也喜歡水墨畫，但不適合仰著畫。他畫起較方便的素描，多以畫風景居多。除了繪畫外，他對電器修理方面也有一手，會義務修理治療醫護人員的電器，甚至連住院病人也會找他幫忙。

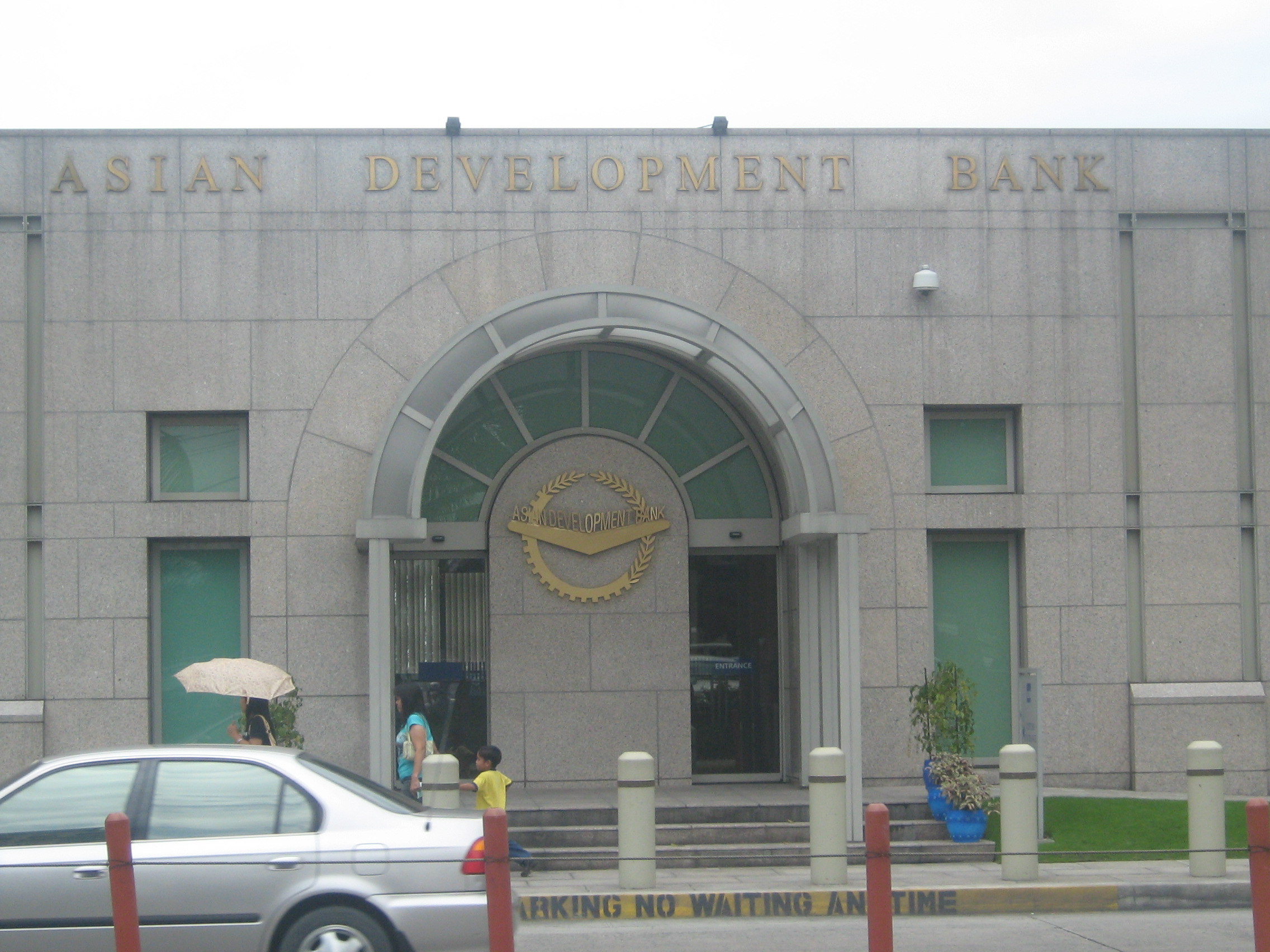
徽標後來使用在亞洲開發銀行總部

亞洲開發銀行成立時，從1966年11月至1967年4月10日徵求行徽。曾國超設計是在V字形上放上Asian Development Bank的全銜名稱，外面是半圓齒輪加兩束稻禾組成的圓框。3月27日寄出稿件後，中央銀行陳應衛秘書於5月23日轉告曾國超從五十餘國近三千應徵者中膺選第一名，得到獎金美金一千元。當時採訪時，十餘位護理人員都稱曾國超是一個好人，儘管生活貧困，卻將熱誠輸給別人，不但同室的病友受惠，即連她們也常常受到他的照顧。總裁渡邊武特別致電理事徐柏園，代表頒贈獎金和獎狀。後來，曾國超自道因一千美元的獎金，才有能力購買油畫材料，且拿著畫筆在畫布塗抹時，能心安理得，因這是花用自己賺來的錢。
沒有多久，總統座機組組長慕名來訪，請他設計總統座機機徽，同樣被採用。除蔣中正專機中美號與美齡號的機徽出於他創作外，僑委會也委託他設計贈送僑胞的雙十慶典紀念章、識別證。許多朋友亦請他設計商業商標、廣告或標誌。
1973年3月29日青年節，曾國超因加亞洲開發銀行行徽徵選獲得第一名，而與林百里、李大維、溫世仁、鄧有立、林健成、黃錦標、黃傳生等獲救國團頒青年獎章。次日，蔣經國以行政院長身分前往療養院探視曾國超。

### 赴美生活
曾國超臥床的廿六年來，對他關懷的陶聲洋已謝世，照顧他的鄭習賢也已退休。隨著曾國超逃離越南的家人在美國安定下來，敦促他到美國團聚。曾國超原擬1986年10月底簽證最後期限前赴美，以多些時間和醫護人員相處，但因出境證3日到期，不得不提前離開。
離別前，有不少已經退休的醫療人員趁離去前這幾日與曾國超道別並贈送禮物。該年，曾國超也設計了僑胞的國慶紀念章、識別證。離開前夕，已四十八歲的他特別寫了一封信貼在院裡公告欄上，感謝所有幫助與照顧他的人。
曾國超設計的行徽長期是亞洲開發銀行的官方標誌，並放置於旗幟上，迨至2000年3月行徽才換成ADB藍色方塊圖案。